# Rhinobatos thouin
Rhinobatos thouin é uma espécie de peixe da família Rhinobatidae.
Pode ser encontrada nos seguintes países: Bangladesh, Djibouti, Egipto, Eritrea, Etiópia, Índia, Indonésia, Irão, Iraque, Japão, Kuwait, Malásia, Myanmar, Omã, Paquistão, Papua-Nova Guiné, Qatar, Arábia Saudita, Singapura, Somália, Sri Lanka, Sudão, Tailândia, Emirados Árabes Unidos, Vietname, Iémen e possivelmente em Suriname.
Os seus habitats naturais são: mar aberto e mar costeiro.